# Ruslan Qurbonov
Ruslan Qurbonov (kyrillisch Руслан Қурбонов, russisch Руслан Курбанов Ruslan Kurbanow; * 10. Februar 1993 in Samarqand) ist ein usbekischer Leichtathlet, der sich auf den Dreisprung spezialisiert hat.

## Sportliche Laufbahn
Erste internationale Erfahrungen sammelte Ruslan Qurbonov bei den Jugend-Asienspielen 2009 in Singapur, bei denen er mit 14,59 m die Bronzemedaille gewann. Anschließend belegte er mit 15,32 m den achten Platz bei den Hallenasienspielen in Hanoi und wurde bei den Asienmeisterschaften in Guangzhou mit 15,49 m Neunter. 2010 nahm er an den erstmals ausgetragenen Olympischen Jugendspielen in Singapur teil und kam dort mit 15,48 m auf Platz sechs. Zuvor wurde er bei den Juniorenasienmeisterschaften in Hanoi mit 15,31 m Siebter. 2011 qualifizierte er sich erstmals für die Asienmeisterschaften in Kōbe und belegte dort mit einer Weite von 15,51 m Platz zehn. Im Jahr darauf schied er bei den Juniorenweltmeisterschaften in Barcelona mit 15,47 m in der Qualifikation aus. 2014 gewann er bei den Hallenasienmeisterschaften in Hangzhou mit 16,00 m die Bronzemedaille hinter dem Chinesen Fu Haitao und Roman Walijew aus Kasachstan. Ende Oktober erfolgte die erste Teilnahme an den Asienspielen im südkoreanischen Incheon, bei denen er mit 16,25 m Rang sieben belegte.
2015 wurde er bei den Asienmeisterschaften in Wuhan mit 15,70 m Elfter und bei den Olympischen Spielen 2016 in Rio de Janeiro schied er ohne einen gültigen Sprung in der Qualifikation aus. 2017 belegte er bei den Asian Indoor & Martial Arts Games in Aşgabat mit einem Sprung auf 15,48 m Rang sieben. 2018 nahm er erneut an den Asienspielen in Jakarta teil und gewann dort mit 16,62 m die Silbermedaille hinter dem Inder Arpinder Singh. Anfang September belegte er beim Leichtathletik-Continentalcup in Ostrava mit 16,34 m den sechsten Platz. Im Jahr darauf siegte er bei den Asienmeisterschaften in Doha mit neuer Bestleistung von 16,93 m und erhielt damit ein Freilos für die Weltmeisterschaften ebendort im Oktober, bei denen er mit einer Weite von 15,86 m in der Qualifikation ausschied. 2021 qualifizierte er sich über die Weltrangliste erneut für die Olympischen Spiele in Tokio, schied dort aber ohne eine gültige Weite in der Vorrunde aus.
In den Jahren 2013, 2016 und 2021 wurde Qurbonov usbekischer Meister im Dreisprung im Freien sowie 2013, 2017 und 2018 in der Halle.

## Persönliche Bestleistungen
- Dreisprung: 17,03 m (−0,1 m/s), 29. Juni 2021 in Taschkent
  - Dreisprung (Halle): 16,00 m, 16. Februar 2014 in Hangzhou